# Avenida Bausate y Meza
La avenida Jaime Bausate y Meza es una de las principales avenidas del distrito de La Victoria, en la ciudad de Lima, capital del Perú. Se extiende de oeste a este, a lo largo de 28 cuadras.
Lleva su nombre en honor a Jaime Bausate y Meza

## Recorrido
Se inicia en la Vía Expresa Luis Bedoya Reyes, siguiendo el trazo de la calle José Díaz, de la urbanización Santa Beatriz.
En su segunda cuadra, se encuentra la Casa de la Salsa, un conocido lugar donde se dan conciertos y presentaciones de cantantes de dicho género musical. En el cruce con la avenida Iquitos, se encuentra la Municipalidad de La Victoria, además de pasar por la Plaza Manco Cápac y un supermercado Plaza Vea.
Tras pasar la avenida Manco Cápac, se encuentra un supermercado Metro, cuyo punto se debe andar con cuidado, ya que hay un índice de criminalidad. Por otro lado, en esta parte de la avenida, hay presencia de transporte de buses interprovinciales y encomiendas. En los últimos años, se ha habilitado también una ciclovía. Adicionalmente, del lado sur, se encuentra la comisaría de La Victoria. Asimismo, pasa por el barrio de Mendocita, dónde hay presencia de talleres de automotriz. Después, pasa por el barrio el Porvenir, y tras su cruce con la avenida Parinacochas, atraviesa el Emporio Comercial de Gamarra.
Tras su cruce con la avenida Aviación y el parque El Migrante José María Arguedas (ubicado donde era el antiguo Mercado Mayorista 1 o La Parada), la avenida decrece en tamaño pasando por la parada, y luego por el cerro San Cosme, donde hay altos niveles de inseguridad. La vía culmina justo al pie del cerro El Pino, en su intersección con la avenida México.